# 伊西莱穆利诺制造厂
伊西莱穆利诺制造厂（法语：Ateliers de construction d'Issy-les-Moulineaux）诞生于 1936 年伊西莱穆利诺的雷诺工厂被国有化之际。他们专门为法国陆军生产装甲车辆。这些工厂以首字母缩写词 AMX 为人所知，其中 A 代表Ateliers（制造厂、作坊） ，MX 代表Moulineaux（穆利诺） 。由伊西莱穆利诺工厂设计的装甲车辆在名称前有首字母缩写词 AMX，例如AMX-13轻型坦克 、 AMX-30主战坦克 。

## 研发的型号和产品
以下型号并非全部在伊西莱穆利诺制造厂量产。从雷诺分离后，伊西莱穆利诺制造厂主要致力于原型坦克的设计和实现以及小批量生产特定车辆。它后来被转移到Satory高原，在那里它与Atelier de Construction de Puteaux (APX) 合并。
设计但未量产的型号：
- AMX-32
- AMX 38 （原型）
- AMX 40
- AMX-50
- AMX ELC (Engine Léger de Combat)

设计并量产的型号：
- AMX-13及其变种和衍生品（75 毫米，90 mm、AMX-13 VCI 等)
- AMX-10P
- AMX-10 RC
- AMX-30
- AMX-30E
- AMX AuF1